# Euchlaena deplanaria
Euchlaena deplanaria är en fjärilsart som beskrevs av Walker 1862. Euchlaena deplanaria ingår i släktet Euchlaena och familjen mätare. Inga underarter finns listade i Catalogue of Life.